# Championnat de France masculin de handball 1985-1986
Navigation
Nationale 1 1984-1985 Nationale 1 1986-1987
Le championnat de France de Nationale 1 masculin 1985-1986 est le plus haut niveau de handball en France. 
Le titre de champion de France est remporté par l'USM Gagny. C'est leur quatrième titre de champion de France.

## Compétition

### Classement final
Le classement final du championnat est , :
|    | Équipe                   | Pts | J  | G | N | P | Bp | Bc | Diff |
| -- | ------------------------ | --- | -- | - | - | - | -- | -- | ---- |
| 1  | USM Gagny (T)            | 50  | 18 | 0 | 0 | 0 | 0  | 0  |      |
| 2  | USAM Nîmes (F)           | 44  | 18 | 0 | 0 | 0 | 0  | 0  |      |
| 3  | Stade Marseillais UC     | 44  | 18 | 0 | 0 | 0 | 0  | 0  |      |
| 4  | AC Boulogne-Billancourt  | 39  | 18 | 0 | 0 | 0 | 0  | 0  |      |
| 5  | SMEC Metz                | 34  | 18 | 0 | 0 | 0 | 0  | 0  |      |
| 6  | Stella Sports Saint-Maur | 0   | 18 | 0 | 0 | 0 | 0  | 0  |      |
| 7  | US Créteil (P)           | 0   | 18 | 0 | 0 | 0 | 0  | 0  |      |
| 8  | US Ivry                  | 0   | 18 | 0 | 0 | 0 | 0  | 0  |      |
| 9  | Paris UC                 | 0   | 18 | 0 | 0 | 0 | 0  | 0  |      |
| 10 | US Dunkerque (P)         | 0   | 18 | 0 | 0 | 0 | 0  | 0  |      |

|     | Champion de France 1985-1986 et qualifié pour la Coupe des clubs champions |
|     | Qualifié pour la Coupe des coupes                                          |
|     | Qualifié pour la Coupe de l'IHF                                            |
|     | Qualifié pour le barrage de relégation en Nationale 1B                     |
|     | Relégation en Nationale 1B (aucun)                                         |
| (T) | Tenant du titre                                                            |
| (F) | Vainqueur de la Coupe de France 1985-1986                                  |
| (P) | Promu de Nationale 1B en début de saison                                   |

### Barrage de relégation
En match de barrage, l’US Dunkerque a nettement dominé l’ES St-Martin-d'Hères et est donc maintenu en Nationale 1A.

### Champion de France 1985-1986

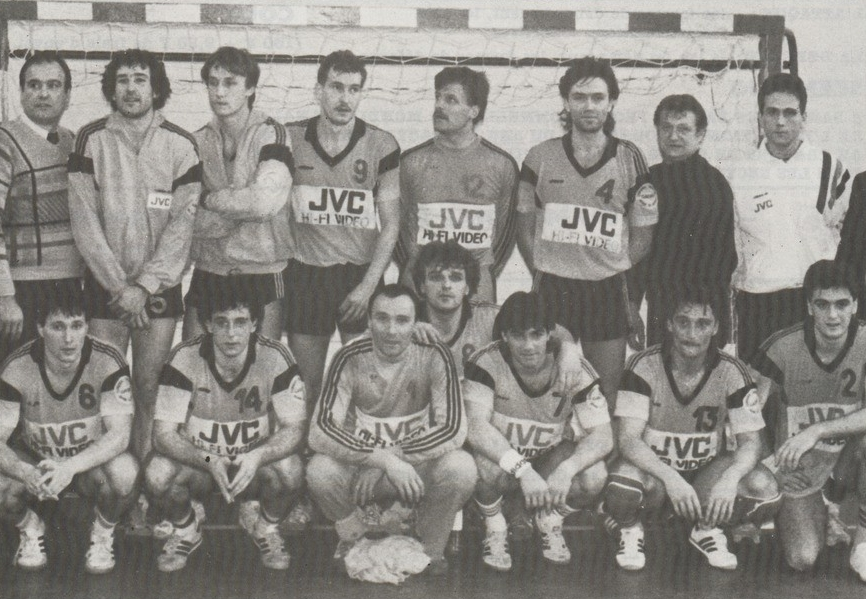
L'USM Gagny, championne de France 1985-1986.

| Champion de France de handball 1985-1986 Union sportive municipale de Gagny 2e victoire |

L'effectif de l'Union sportive municipale de Gagny est :
- Philippe Médard (GB, 26 ans)
- Alain Nauche (GB, 24 ans)
- Laurent Pinhas (21 ans)
- Patrick Mallet (26 ans)
- Jean-Michel Serinet (29 ans)
- Sylvain Nouet (29 ans)
- Frédéric Garnier (26 ans)
- Philippe Grillard (25 ans)
- Thierry Perreux (22 ans)
- Olivier Ouakil (22 ans)
- Éric Cailleaux (26 ans)
- Jean-Marc Piot (21 ans)
- Pascal Degouy (21 ans)
- Philippe Germain (29 ans)
- Philippe Gardent (21 ans)
- Nicolas Cochery (21 ans).

Entraîneur
- Jean-Michel Germain.

Président
- Pierre Degouy.

NB : l'âge indiqué est celui en début de saison.

## Meilleurs buteurs
Les meilleurs buteurs du championnat sont :
|    | Joueur                  | Club                     | Buts |
| -- | ----------------------- | ------------------------ | ---- |
| 1  | Andrzej Tłuczyński (pl) | US Créteil               | 144  |
| 2  | Bernard Gaffet          | Stade Marseillais UC     | 142  |
| 3  | Stéphane Huet           | Stella Sports Saint-Maur | 112  |
| 4  | Franck Andretti         | Paris Université Club    | 91   |
| 5  | David Néguédé           | US Dunkerque             | 85   |
| 6  | Alain Portes            | USAM Nîmes               | 82   |
| 7  | Jean-Marc Piot          | USM Gagny                | 81   |
| 8  | Michel Étienne          | Stade Messin EC          | 77   |
| -  | Serge Labourdette       | US Ivry                  | 77   |
| 10 | Frédéric Volle          | USAM Nîmes               | 75   |